# Romano Benet
(Romano Benet)
Romano Benet (Tarvisio, 20 aprile 1962) è un alpinista italiano naturalizzato sloveno.
Tra i maggiori alpinisti italiani e sloveni, è il sedicesimo uomo nella storia e quarto italiano ad aver scalato le 14 cime più alte del mondo senza l'uso di ossigeno supplementare. Lui e la moglie Nives Meroi, inoltre, sono i primi scalatori in assoluto ad aver compiuto l'impresa in coppia (sia nel senso alpinistico, sia nel senso civile).

## Biografia
Nato e cresciuto a Tarvisio da genitori sloveni, seppur il cognome sia chiaramente friulano, qui conosce Nives Meroi, che diventa sua moglie nel 1989 e compagna fissa di cordata. Inizia lavorando come perito meccanico per una impresa svizzera attiva nella costruzione di tunnel, successivamente entra nel corpo della guardia forestale, rimanendovi per 17 anni, impegnato prima in dogana con lavori di vigilanza nell'ambito della Convenzione sul commercio internazionale delle specie minacciate di estinzione, poi nel servizio faunistico. Inizia a scalare le montagne della sua area a 17 anni, per la via “Piussi-Soravito, 600 m, 5+” del Mangart, con un amico coetaneo.
In coppia con la moglie, sulle Alpi, compie la prima invernale al Pilastro Piussi alla parete nord del Piccolo Mangart di Coritenza e quella alla Cengia degli Dei, sullo Jof Fuart.
Comincia la carriera alpinistica himalayana negli anni 90, tentando il K2 dal versante nord e l'Everest. Nel 1998, lui e la moglie conquistano il loro primo ottomila, il Nanga Parbat. Nel 2003 la coppia compie la traversata dei tre ottomila Gasherbrum I, Gasherbrum II e Broad Peak, risultando la seconda cordata al mondo a riuscire nell'impresa.
Di grande valore la conquista della cima del K2 del 2006 attraverso lo Sperone Abruzzi. Benet e Meroi raggiungono la cima da soli, senza l'ausilio di ossigeno supplementare e senza aiuti nel battere la traccia su tutto il percorso. Nel 2006 solo altri due giapponesi, ma con l'uso di ossigeno supplementare, raggiungono la vetta della montagna.
Nel 2007 conquista l'Everest senza l'uso di ossigeno supplementare. Con la salita in vetta al Manaslu dell'ottobre 2008, la coppia conquista l'undicesimo ottomila.
Nel 2009 lascia il corpo forestale per dedicarsi completamente all'attività alpinistica, gestendo inoltre un negozio di abbigliamento sportivo nel suo comune. Nella stagione estiva dello stesso anno abbandona il tentativo di scalata dell'Annapurna I a causa delle condizioni proibitive della neve e il tentativo di scalata del Kangchenjunga a seguito di problemi di salute tra il campo 3 e il campo 4 della montagna.
Tornato in Italia, scopre d'essere affetto da un'aplasia midollare severa. I successivi due trapianti di midollo osseo, i trattamenti di chemioterapia e le numerose trasfusioni lo tengono lontano dall'attività per più di due anni.
Dopo la riabilitazione, torna all'alpinismo himalayano nel 2012, tentando con la moglie il Kangchenjunga e conquistandone la vetta poi nel 2014, reduce da un ulteriore intervento per l'inserimento di una protesi all'anca.
Il 12 maggio 2016 Bennet e Meroi raggiungono la cima del Makalu.
Nel febbraio del 2017, in coppia con lo sloveno Tine Cuder, apre a Rio Vandul in Val Raccolana, una nuova via di ghiaccio e misto di 135m gradata M7, WI6+. Aveva già precedentemente scalato le cascate ghiacciate dell'area nel 2006 con Luca Vuerich, compagno di cordata della coppia anche su cinque degli ottomila scalati.
Giovedì 11 maggio 2017, alle ore 9 locali, raggiunge insieme alla moglie la vetta dell'Annapurna I, decidendo personalmente di cambiare via durante la salita passando dalla via tedesca a quella storica francese, conquistando così tutte le quattordici vette sopra gli ottomila nel mondo, anche in questo caso senza l'ausilio di ossigeno supplementare né di portatori. Si tratta del sedicesimo alpinista nella storia a compiere questa impresa senza l'uso di ossigeno supplementare. I due, inoltre, sono i primi in assoluto ad aver compiuto l'impresa in coppia.
Su di lui Erri de Luca ha scritto:
(Erri de Luca)

## Carriera alpinistica himalayana
- 1998 - Nanga Parbat
- 1999 - Shisha Pangma
- 1999 - Cho Oyu
- 2003 - Gasherbrum I
- 2003 - Gasherbrum II
- 2003 - Broad Peak
- 2004 - Lhotse
- 2006 - Dhaulagiri I
- 2006 - K2
- 2007 - Everest
- 2008 - Manaslu
- 2014 - Kangchenjunga
- 2016 - Makalu
- 2017 - Annapurna I